# Vapenlagar
Vapenlagar är lagar och andra bestämmelser som reglerar ägande och bärande av vapen. Framför allt gäller det skjutvapen, men även andra vapen, som knivar eller batonger. 

## Norge
Norges vapenlagar är lika Sveriges till stor del om inte striktare. Man måste ha övat på en skjutbana i minst sex månader, avgifter för vapenlicens halveras för varje ansökan, och slumpmässiga inspektioner sker för att försäkra att vapnet hålls förvarat rätt. 

## Schweiz
Till skillnad från många andra europeiska länder har Schweiz relativt liberala vapenlagar. Män mellan 20 och 30 måste genomgå militär grundutbildning och för att försvara nationen måste man därefter förvara ett SG 550-automatgevär i sitt hem, därför har Schweiz ett av de högsta ägandena av skjutvapen i världen. Förr hade man också ammunition i sin ägo, men sedan 2007 har staten valt att återkalla all ammunition. 2011 var det en folkomröstning gällande striktare vapenlagar, men majoriteten röstade nej.

## Sverige
I Sverige finns vapenlagen och knivlagen. Det är i regel förbjudet för privatpersoner att inneha vapen. Det krävs en vapenlicens som utfärdas av polisen. Polisen kan utfärda vapenlicens för olika ändamål, till exempel för jakt, målskjutning, skydd eller samling. Regleringar definieras i vapenlagen, vapenförordningen och Rikspolisstyrelsens föreskrifter och allmänna råd om vapenlagstiftningen Skall ett vapen transporteras på allmän plats skall vapnet vara oladdat och om möjligt isärtaget och nerpackat. Enligt knivlagen får man inte bära kniv om man inte har särskilda skäl till detta, till exempel vid normalt bruk av fickkniv eller multiverktyg, att vid svampplockning bära ändamålsenlig kniv, att som hantverkare bära kniv för mattläggning, eller att som militär bära kniv till uniform.  
Även icke-dödliga vapen som tårgasspray är normalt förbjudna för privatpersoner att bära. Man kan ansöka om tillstånd hos polisen, som dock är väldigt restriktiva med att utfärda sådana.
Enligt lagen om förbud beträffande knivar och andra farliga föremål (1988:254) är det t.ex. förbjudet att ha den här typen av vapen på allmän plats, inom skolområde eller i fordon på allmän plats:
stiletter, springknivar, 
balisongknivar, sablar, 
svärd, kaststjärnor, 
karatepinnar, knogjärn. 

## USA
USA har tämligen liberala lagar vad gäller innehav av skjutvapen. Andra tillägget till USA:s konstitution är en lagtext där det står att rätten att inneha och bära vapen inte ska inskränkas. I en del domslut har tillägget tolkats som att privata medborgare har rätt att äga vapen. Vissa begränsningar finns dock, 1934 antogs National Firearms Act som begränsade försäljningen av helautomatiska vapen och vapen i grov kaliber (grövre än en halv tum/12,7 mm) med mera. Innan dess kunde man köpa kulsprutepistoler (till exempel Thompson) i vanliga järnaffärer. Kalifornien tillhör de mer restriktiva amerikanska delstaterna vad gäller vapenlagar.  De flesta knivar är lagliga i USA, fast i delstater som Hawaii och Colorado är butterfly-knivar och stiletter olagliga. 
I de flesta stater i USA, tillämpas en lag kallad "Stand your ground", som tillåter rätten att med skjutvapen försvara dig, mot vad du i stunden uppfattar som dödligt våld riktat mot dig